# Nxt
Nxt 是一種开放源码加密货币及支付平台，由匿名软件开发人员BCNext於2013年推出。它采用持有量証明以達成交易共識，與比特幣不同，它有固定的代幣供應量而沒有挖礦機制。Nxt的推出旨在建立一個適合應用程序開發及提供財政服務的彈性平台。
Nxt在ESMA的徵集証據報告中等到廣泛報導。

## 历史
Nxt的代幣總數量為一億。2013年9月28日，Bitcointalk.org的成員BCNext創建了一個論壇主題宣佈第二代加密貨幣Nxt的推出並尋求小額的比特幣捐款以決定代幣的初始分佈。2013年11月8日，Nxt的集資結束，是次首次代币发行總額為21個比特幣（當時價值17,000美元）。

2015年9月，Farla Webmedia发起了一个在Nxt進行資產交換的項目。2016年7月，Nxt推出了智能交易的模版，試圖以區塊鏈技術為企業解決問題。

## 功能
Nxt的基础设施核心相當复杂。與更為精簡的比特幣相比，Nxt的風險較高，但亦使外部服務更易建設於其區塊鏈上。
Nxt建立了一個對等網絡交易平台以交易股份和加密资产，由於區塊鏈本質為不可逆的公共帳本，它可以提供該交易平台上所有的交易記錄，而並非只限於Nxt代幣。Nxt允許對指定代幣「著色」，「著色代幣」可以代表物業﹑股票/债券﹑商品甚至概念，它為虛擬的加密货币與現實世界建立了桥梁。
Nxt允許加密文本或纯文本的傳送，包括傳送或永久性儲存多達1000字節，或暫時性儲存42千字節，同戶可以用以建立文件共享服务﹑分散式应用程序或其他更高級服務。
Nxt資產的持有者可以加密证明和外部可验证的方式，就未來決策發展或股東举進行投票。
Nxt所有的插件都不是包含在沙盒，而是允許外部開發人為現在有平台增加新功能或對現有功能進行修訂。

## 参見
- Peer-to-peer的计算

## 外部連結
- 官方网站
- PeerName浏览器對於Nxt的重新定向（页面存档备份，存于）